# Trèvol aspre
El trèvol aspre (Trifolium scabrum) és una planta herbàcia teròfita de la família de les fabàcies.
És una herba bastant robusta, rastrera o ascendent, peluda, anual, de moltes tiges de fins a 25 centímetres. Les fulles són trifoliades amb una taca blanca i els nervis ben marcats formant arcs a l'anvers del folíol. Els folíols són ovalats, coriàcis i dentats. Nombrosos capitols, globulars, formats per flors blanques o rarament roses, de 5 a 12 mil·límetres. Aquestes després de ser fecundades deixen un calze amb dents rígides i corbes. Floreix des del final de l'hivern, de maig a juliol. Els pètals solen ser més curts que el calze que persisteix en fruit.
La seua distribució és holoàrtica. Habita en prats terofítics secs, terrenys arenosos i pedregosos, camins i camps de conreu en l'oest i sud d'Europa.